# Capilloppia hessei
Capilloppia hessei är en kvalsterart som först beskrevs av Arthur P. Jacot 1940.  Capilloppia hessei ingår i släktet Capilloppia och familjen Oribatulidae. Inga underarter finns listade.